# Clasa 4E (Africa de Sud)

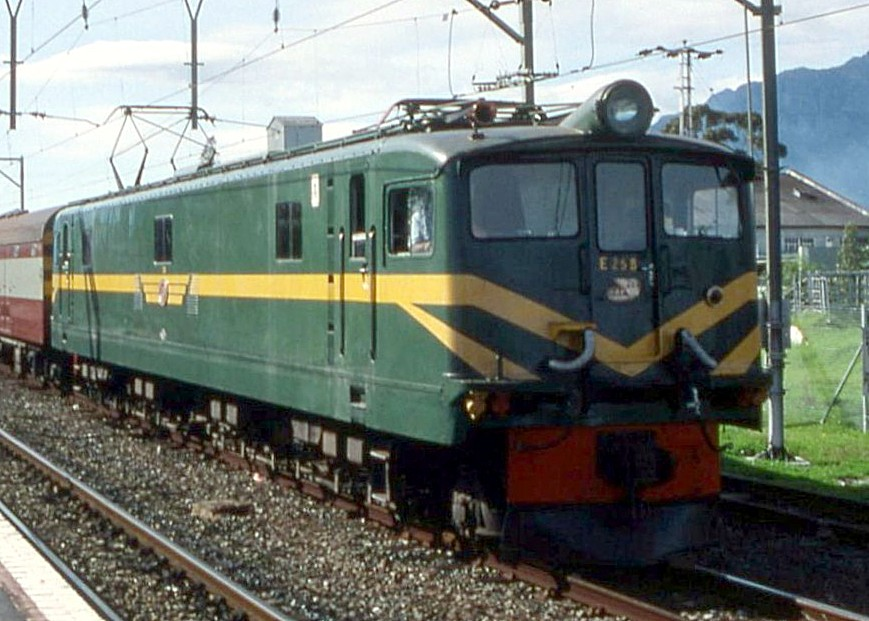
Locomotiva 4E E258 în gara Vlottenburg, 24 mai 1993. De la lungimea de 22 de metri și de la schema de vopsire verde, locomotiva a primit porecla de "Mamba Verde" (Green Mamba)

Clasa 4E Sudafricană este o serie de locomotive electrice din Africa de Sud, fabricată de către Fabrica de Locomotive Nord-Britanică din Glasgow, cu echipamentele electrice fiind livrate de către General Electric Company plc din Regatul Unit între anii 1952 și 1954. A fost una dintre cele mai puternice locomotive a Căilor Ferate Sudafricane, fiind construită special pentru Defileul râului Hex.